# Bab al-Silsila-minaret

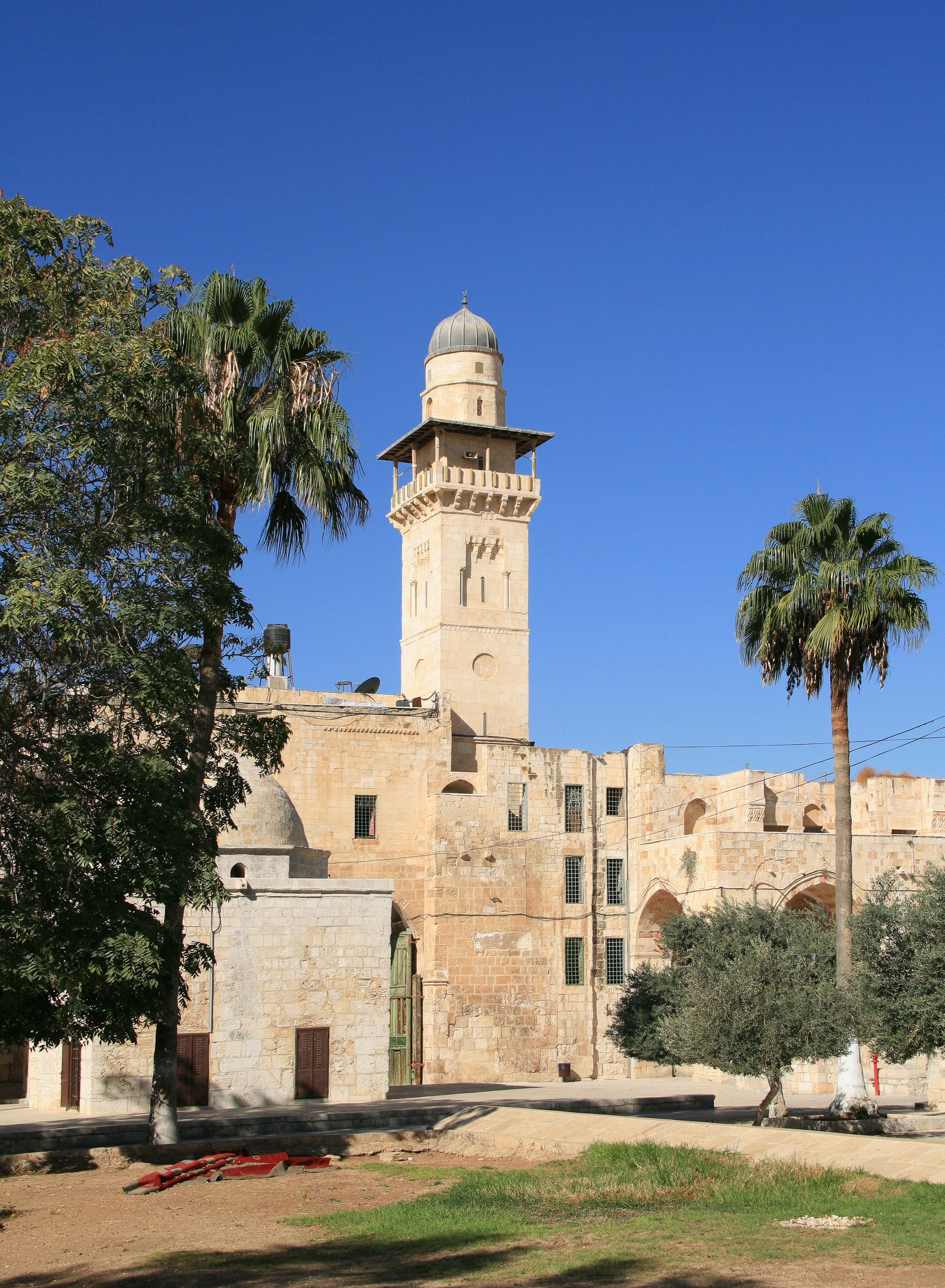
Bab al-Silsila-minaret

De Bab al-Silsila-minaret, ook wel bekend als de Bani Ghanim-minaret, is een van de vier minaretten op de Tempelberg in de Oude Stad van Jeruzalem, die allemaal behoren tot de Al-Aqsamoskee.
De Bab al-Silsila-minaret bevindt zich dicht bij de Westelijke Muur. Vanaf de 16e eeuw was het traditioneel dat vanaf deze minaret de eerste oproep tot gebed werd gedaan, gevolgd door de stemmen van de andere muezzins van de stad.
Deze minaret, gebouwd in 1329-1330 in het traditionele type Syrische vierkante toren, volledig in steen, verving waarschijnlijk een oude Omajjadische minaret. In de 19e eeuw werd de top herbouwd in Ottomaanse stijl, nadat deze door een aardbeving was beschadigd.